# Dłużyna (Elbląg)
Dłużyna (deutsch Langenreihe) ist ein Ort in der polnischen Woiwodschaft Ermland-Masuren. Er gehört zur Gmina Elbląg (Landgemeinde Elbing) im Powiat Elbląski (Kreis Elbing).

## Geographische Lage
Dłużyna liegt im nördlichen Westen der Woiwodschaft Ermland-Masuren, neun Kilometer westlich der früheren Kreisstadt Preußisch Holland (polnisch Pasłęk) bzw. elf Kilometer südöstlich der heutigen Kreismetropole Elbląg (deutsch Elbing).

## Geschichte
Das einstige Dorf Langereihe wurde erst nach 1820 Langenreihe genannt. Es ist noch heute ein 2,5 Kilometer langes Straßendorf. 1785 wurde es als köllmisches Dorf mit 13 Feuerstellen genannt, 1820 als adliges Vorwerk mit zwölf Feuerstellen bei 64 Einwohnern.
Im Jahre 1874 wurde Langenreihe in den neu errichteten Amtsbezirk Weeskenhof (polnisch Rzeczna) im ostpreußischen Kreis Preußisch Holland, Regierungsbezirk Königsberg, eingegliedert. Am 4. Juni 1885 wurde der kleine Ort Rodland (polnisch Karczowizna) nach Langenreihe eingemeindet, am 7. März 1895 auch Kleppe (polnisch Klepa). Im Jahre 1910 zählte die auf diese Weise vergrößerte Landgemeinde Langenreihe 146 Einwohner.
Am 30. September 1928 vergrößerte sich Langenreihe noch einmal, dieses Mal um den Nachbarort Rohrkrug (polnisch Drzieńka Karczma), was die Zahl der Einwohner jedoch nicht beeinflusste: im Jahre 1933 belief sie sich auf 142. Am 1. April 1937 wechselte das Dorf vom Amtsbezirk Weeskenhof zum Amtsbezirk Drausenhof (polnisch Drużno). Die Einwohnerzahl des Ortes belief sich im Jahre 1939 auf 159.
In Kriegsfolge kam 1945 das gesamte südliche Ostpreußen zu Polen. Langenreihe erhielt die polnisch Namensform „Dłużyna“ und ist heute eine Ortschaft innerhalb der Gmina Elbląg (Landgemeinde Elbing) im Powiat Elbląski (Kreis Elbing), von 1975 bis 1998 der Woiwodschaft Elbląg, seither der Woiwodschaft Ermland-Masuren zugehörig. Im Jahre 2021 zählte Dłużyna 202 Einwohner.

## Religion
Bis 1945 war Langenreihe in das Kirchspiel der evangelischen Kirche Hirschfeld (polnisch Jelonki) in der Kirchenprovinz Ostpreußen der Kirche der Altpreußischen Union eingegliedert, außerdem in die römisch-katholische Pfarrei St. Josef in der Kreisstadt Preußisch Holland (polnisch Pasłęk).
Heute gehört Dłużyna katholischerseits nach Jelonki (Hirschfeld) im Dekanat Pasłęk II im Bistum Elbląg, evangelischerseits zur St.-Georgs-Kirche in der Stadt Pasłęk innerhalb der Diözese Masuren der Evangelisch-Augsburgischen Kirche in Polen.

## Verkehr
Dłużyna liegt an einer Nebenstraße, die von Komorowo Żulawskie (Kämmersdorf) über Węzina (Weeskendorf) nach Jelonki (Hirschfeld) führt. Innerhalb Dłużynas endet eine von Krosno (Krossen) über Drużno (Drausenhof) kommende andere Nebenstraße.
Eine Bahnanbindung besteht nicht.